# Helma Heynsen-Jahn
Helma Heynsen-Jahn (* 23. Oktober 1874 in Gettorf; † 19. Mai 1925 in Monrovia bei Los Angeles) war eine deutsche Porträtmalerin.

## Leben
Helma Heynsen-Jahn war die Tochter des Gettorfer Hauptpastors Ketel Heynsen und dessen Ehefrau Louise, die den heutigen Diakonieverein Gettorf am 26. Januar 1889  gründete.

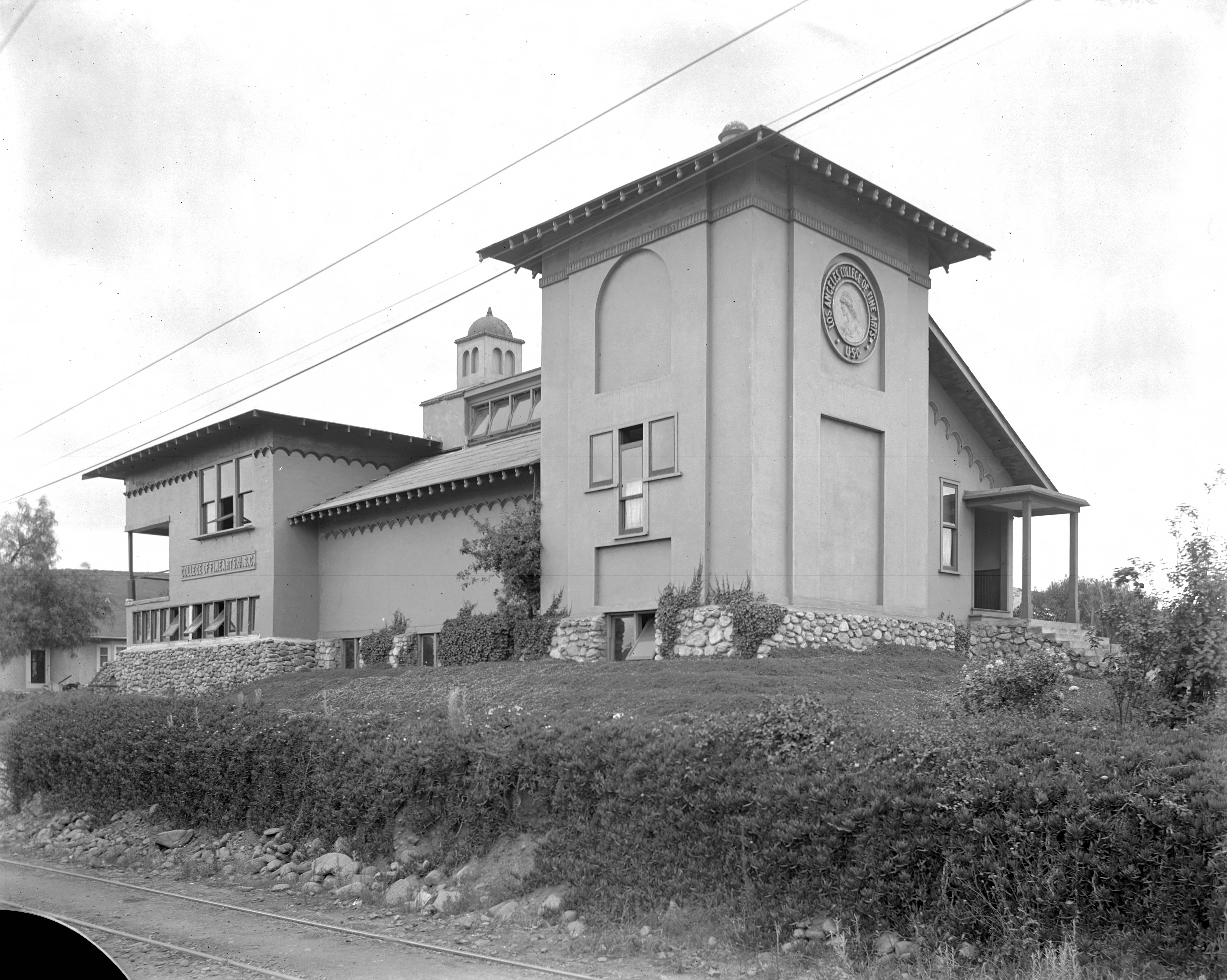
College of Fine Arts

Sie besuchte die Damenakademie des Künstlerinnenvereins in München. Sie setzte das Studium in Paris an der Académie Julian unter Benjamin Constant und Jules-Joseph Lefebvre fort und stellte im Pariser Salon aus.
Nach dem Studium übersiedelte sie in die USA, wo sie den deutschen Musiker Julius Albert Jahn heiratete; später erfolgte dann jedoch die Scheidung.
In Amerika lehrte sie in verschiedenen Städten Bildnismalerei und stellte mit Erfolg in verschiedenen Städten aus, so unter anderem in Chicago, Philadelphia, Boston, New York, Milwaukee, San Francisco und Los Angeles aus.

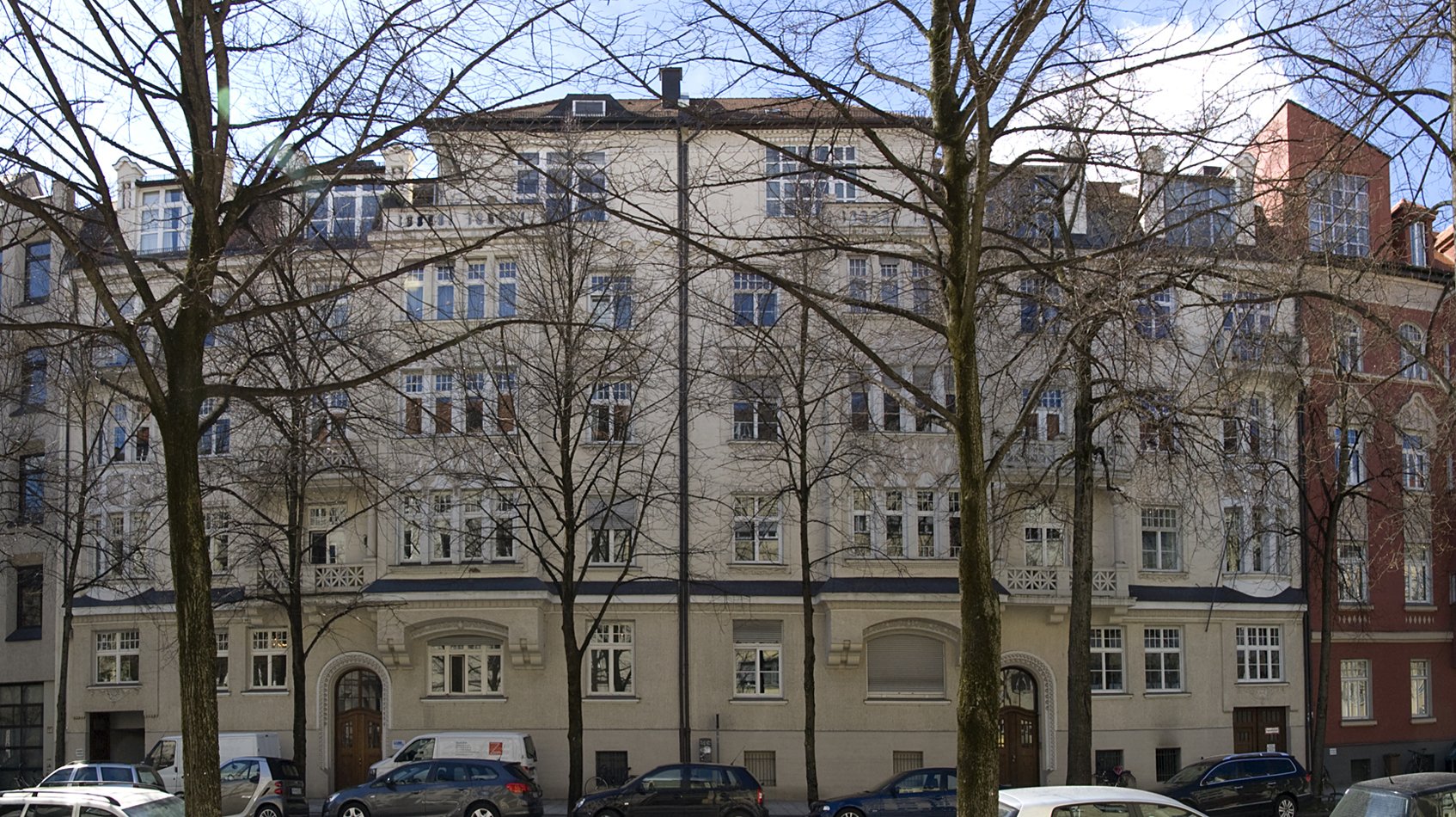
Elisabethstraße 3–5, München

Von 1899 bis 1903 lebte sie in Milwaukee in Wisconsin, bevor sie sich 1903 in Los Angeles niederließ. Sie unterrichtete Porträtzeichnen am College of Fine Arts der University of Southern California in Garvanza in Los Angeles.
1912 kehrte sie nach München zurück und wohnte dort bis zu ihrer Rückkehr in die USA 1924 in der Elisabethstraße 3. Auf Ausstellungen im Münchner Kunstverein und im Glaspalast war sie vertreten.
Sie starb 1925 in Kalifornien.

## Mitgliedschaften
Helma Heynsen-Jahn war Mitglied im California Art Club.

## Ausstellungen (Auswahl)
- Ruskin Art Club (Los Angeles), 1905;
- Blanchard Gallery (Los Angeles), 1906, 1911;
- Alaska-Yukon Expo (Seattle), 1909;
- Rembrandt Club (Los Angeles), 1909;
- Steckel Gallery (Los Angeles), 1909;
- Maler und Bildhauer von Los Angeles, 1924.

## Schriften (Auswahl)
- Elegante Dame mit schwarzem Federhut, 1912.[5]